# Kiah Stokes
Kiah Irene Stokes (Cedar Rapids, 30 marzo 1993) è una cestista statunitense naturalizzata turca, professionista nella WNBA.
È la figlia di Greg Stokes.

## Carriera
È stata selezionata dalle New York Liberty al primo giro del Draft WNBA 2015 (11ª scelta assoluta).
Con la Turchia ha disputato i Campionati europei del 2019.

## Palmarès
- Campionato WNBA: 2

Las Vegas Aces: 2022, 2023
- WNBA All-Defensive Second Team (2015)
- WNBA All-Rookie First Team (2015)